# Аслан паша джамия
Аслан паша джамия (на гръцки: τζαμί Ασλάν Πασά) е мюсюлмански храм в град Янина. Тя е една от двете джамии на стария град.